# 春香湖
春香湖是越南大叻的一个美丽的人工湖，月牙形，开挖于20世纪初法国殖民时期，面积约5 km2。春香湖位于该市的心脏地带，是少数位于市中心的湖泊之一。沿7公里长的湖岸周围有松树和草坪，花圃，并分布有不少旅游景点，如耶尔森公园。